# Équipe d'Italie masculine de basket-ball
Cet article traite de l'équipe masculine. Pour l'équipe féminine, voir Équipe d'Italie féminine de basket-ball.
Maillots
L'équipe d'Italie masculine de basket-ball (en italien : Nazionale di pallacanestro dell'Italia) est l'équipe nationale qui représente l'Italie lors des compétitions internationales masculine de basket-ball. Elle est placée sous l'égide de la Fédération italienne de basket-ball (FIP). L'équipe est affiliée à la FIBA depuis 1932. Son surnom est "Gli Azzurri", ce qui signifie « Les Bleus ».
L'Italie s'est qualifiée pour 38 tournois d'EuroBasket, remportant deux médailles d'or (1983, 1999), quatre médailles d'argent (1937, 1946, 1991, 1997) et quatre médailles de bronze (1971, 1975, 1985, 2003). Si l'Italie a participé à dix Coupes du monde, elle n'a jamais été aussi proche d'une médaille qu'en 1970 et 1978, où elle a terminé quatrième. En 13 participations aux Jeux olympiques d'été, l'Italie a remporté deux médailles d'argent, en 1980 et 2004. L'équipe d'Italie dispute son premier match international le 4 avril 1926 à Milan, contre l'équipe de France. Elle s'impose le score de 23 à 17.

## Histoire

### Les débuts (1926-1939)
Le premier match de l'équipe nationale italienne de basket-ball eut lieu le 4 avril 1926 à Milan et se termina par une victoire contre la France 23 à 17. L'Italie participa pour la première fois aux Jeux olympiques aux Jeux olympiques d'été de 1936 à Berlin, se classant septième sur vingt et une équipes. À l'EuroBasket 1937, l'Italie termina deuxième derrière la Lituanie, après avoir été battue d'un seul point en finale. La médaille d'argent fut réitérée à l'EuroBasket 1946.

## Résultats

### Palmarès
| Compétitions mondiales                                                 | Compétitions continentales                                                                                                   | Autres compétitions |
| ---------------------------------------------------------------------- | --- | --- |
| - Jeux olympiques - Finaliste en 1980 et 2004 - Coupe du monde - Néant | - EuroBasket (2) - Vainqueur en 1983 et 1999 - Finaliste en 1937, 1946, 1991 et 1997 - Troisième en 1971, 1975, 1985 et 2003 | - Jeux méditerranéens (4) - Vainqueur en 1963, 1991, 1993 et 2005 - Finaliste en 1955, 1967, 1983 et 1997 - Troisième en 1951, 1975 et 2001 |

### Parcours en compétitions internationales

#### Jeux olympiques
| Année | Position      |      | Année         | Position     |               | Année | Position |
| 1936  | 7e            | 1976 | 5e            | 2008         | Non qualifiée |       |          |
| 1948  | 17e           | 1980 | Finaliste     | 2012         | Non qualifiée |       |          |
| 1952  | Non qualifiée | 1984 | 5e            | 2016         | Non qualifiée |       |          |
| 1956  | Non qualifiée | 1988 | Non qualifiée | 2020         | 5e            |       |          |
| 1960  | 4e            | 1992 | Non qualifiée | 2024         | Non qualifiée |       |          |
| 1964  | 5e            | 1996 | Non qualifiée | 2028         | -             |       |          |
| 1968  | 8e            | 2000 | 5e            | 2032         | -             |       |          |
| 1972  | 4e            | 2004 | Finaliste     | Pays inconnu | -             |       |          |

#### Coupe du monde
| Année | Position      |      | Année         | Position |               | Année | Position |
| 1950  | Retiré        | 1978 | 4e            | 2006     | 9e            |       |          |
| 1954  | Non qualifiée | 1982 | Non qualifiée | 2010     | Non qualifiée |       |          |
| 1959  | Non qualifiée | 1986 | 6e            | 2014     | Non qualifiée |       |          |
| 1963  | 7e            | 1990 | 9e            | 2019     | 10e           |       |          |
| 1967  | 9e            | 1994 | Non qualifiée | 2023     | 8e            |       |          |
| 1970  | 4e            | 1998 | 6e            | 2027     | -             |       |          |
| 1974  | Non qualifiée | 2002 | Non qualifiée | 2031     | -             |       |          |

#### EuroBasket
| Année | Position      |      | Année     | Position     |               | Année | Position |
| 1935  | 7e            | 1969 | 6e        | 1999         | Vainqueur     |       |          |
| 1937  | Finaliste     | 1971 | Troisième | 2001         | 11e           |       |          |
| 1939  | 6e            | 1973 | 5e        | 2003         | Troisième     |       |          |
| 1946  | Finaliste     | 1975 | Troisième | 2005         | 9e            |       |          |
| 1947  | 9e            | 1977 | 4e        | 2007         | 9e            |       |          |
| 1949  | Non qualifiée | 1979 | 5e        | 2009         | Non qualifiée |       |          |
| 1951  | 5e            | 1981 | 5e        | 2011         | 17e           |       |          |
| 1953  | 7e            | 1983 | Vainqueur | 2013         | 8e            |       |          |
| 1955  | 6e            | 1985 | Troisième | 2015         | 6e            |       |          |
| 1957  | 10e           | 1987 | 5e        | 2017         | 7e            |       |          |
| 1959  | 10e           | 1989 | 4e        | 2022         | 8e            |       |          |
| 1961  | Non qualifiée | 1991 | Finaliste | 2025         | -             |       |          |
| 1963  | 12e           | 1993 | 9e        | 2029         | -             |       |          |
| 1965  | 4e            | 1995 | 5e        | Pays inconnu | -             |       |          |
| 1967  | 7e            | 1997 | Finaliste | Pays inconnu | -             |       |          |

## Équipe actuelle
Effectif lors du Championnat d'Europe de basket-ball 2022.
| Numéro | Joueur            | Poste | Naissance         | Taille | Club 2021-2022      |
| ------ | ----------------- | ----- | ----------------- | ------ | ------------------- |
| 0      | Marco Spissu      | PG    | 5 février 1995    | 1,84 m | UNICS Kazan         |
| 1      | Nico Mannion      | PG    | 14 mars 2001      | 1,91 m | Virtus Bologne      |
| 6      | Paul Biligha      | C     | 31 mai 1990       | 2,00 m | Olimpia Milan       |
| 7      | Stefano Tonut     | PG/SG | 7 novembre 1993   | 1,94 m | Reyer Venise Mestre |
| 9      | Nicolò Melli      | PF    | 26 janvier 1991   | 2,05 m | Olimpia Milan       |
| 13     | Simone Fontecchio | SF    | 9 décembre 1995   | 2,03 m | Saski Baskonia      |
| 16     | Amedeo Tessitori  | C     | 7 octobre 1994    | 2,08 m | Virtus Bologne      |
| 17     | Giampaolo Ricci   | PF    | 27 septembre 1991 | 2,02 m | Olimpia Milan       |
| 25     | Tommaso Baldasso  | SG    | 29 janvier 1998   | 1,92 m | Olimpia Milan       |
| 33     | Achille Polonara  | SF/PF | 23 novembre 1991  | 2,03 m | Fenerbahçe SK       |
| 54     | Alessandro Pajola | PG    | 9 novembre 1999   | 1,94 m | Virtus Bologne      |
| 70     | Luigi Datome      | SF/PF | 27 novembre 1987  | 2,03 m | Olimpia Milan       |

Sélectionneur :  Gianmarco Pozzecco

## Joueurs marquants

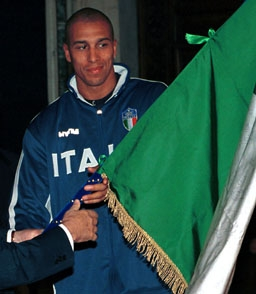
Carlton Myers, porte drapeau de la délégation italienne aux Jeux olympiques de Sydney.

- Gianluca Basile
- Roberto Brunamonti
- Vincenzo Esposito
- Gregor Fucka
- Giacomo Galanda
- Walter Magnifico
- Pierluigi Marzorati
- Dino Meneghin
- Carlton Myers
- Gianmarco Pozzecco
- Antonello Riva
- Stefano Rusconi